# Lánycsók
Lánycsók es un pueblo ubicado en el distrito de Mohács, en el condado de Baranya, Hungría.

## Superficie
Posee una superficie de 25,40 kilómetros cuadrados.

## Demografía
Hasta 2019 la población era de 2380 habitantes, con una densidad de población de 93,70 habitantes por kilómetro cuadrado.